# Creysse (Dordogne)
Creysse (okzitanisch: Creissa) ist eine Gemeinde mit 1.738 Einwohnern (Stand: 1. Januar 2022) im Département Dordogne im Südwesten Frankreichs in der Region Nouvelle-Aquitaine. Creysse gehört zum Arrondissement Bergerac und zum Kanton Bergerac-2.

## Geographie
Creysse liegt im Süden des Départements Dordogne im Périgord am Ufer des Flusses Dordogne. Umgeben wird Creysse von den Nachbargemeinden Lembras im Norden, Saint-Sauveur im Nordosten, Mouleydier im Osten, Saint-Germain-et-Mons im Südosten, Cours-de-Pile im Süden sowie Bergerac im Westen.
Durch die Gemeinde führt die Route nationale 21.

## Bevölkerungsentwicklung
| 1962                       | 1968 | 1975 | 1982 | 1990 | 1999 | 2006 | 2017 |
| -------------------------- | ---- | ---- | ---- | ---- | ---- | ---- | ---- |
| 2147                       | 2171 | 1797 | 1897 | 2336 | 2260 | 1850 | 1740 |
| Quellen: Cassini und INSEE |      |      |      |      |      |      |      |

## Sehenswürdigkeiten
- Schloss Tiregand mit Domäne aus dem 18./19. Jahrhundert, Monument historique seit 2002
- Schloss Le Roc

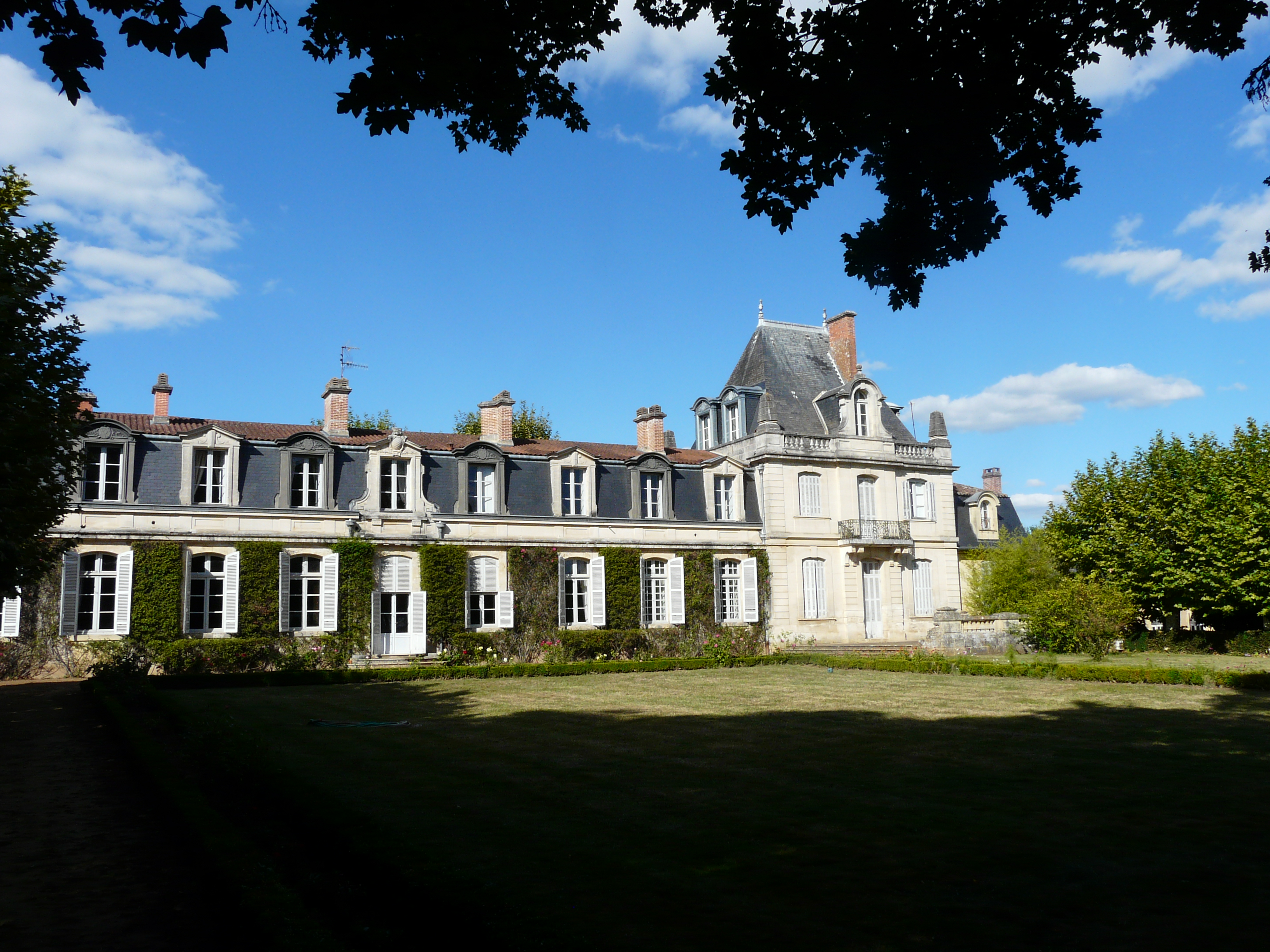
Schloss Tiregand.
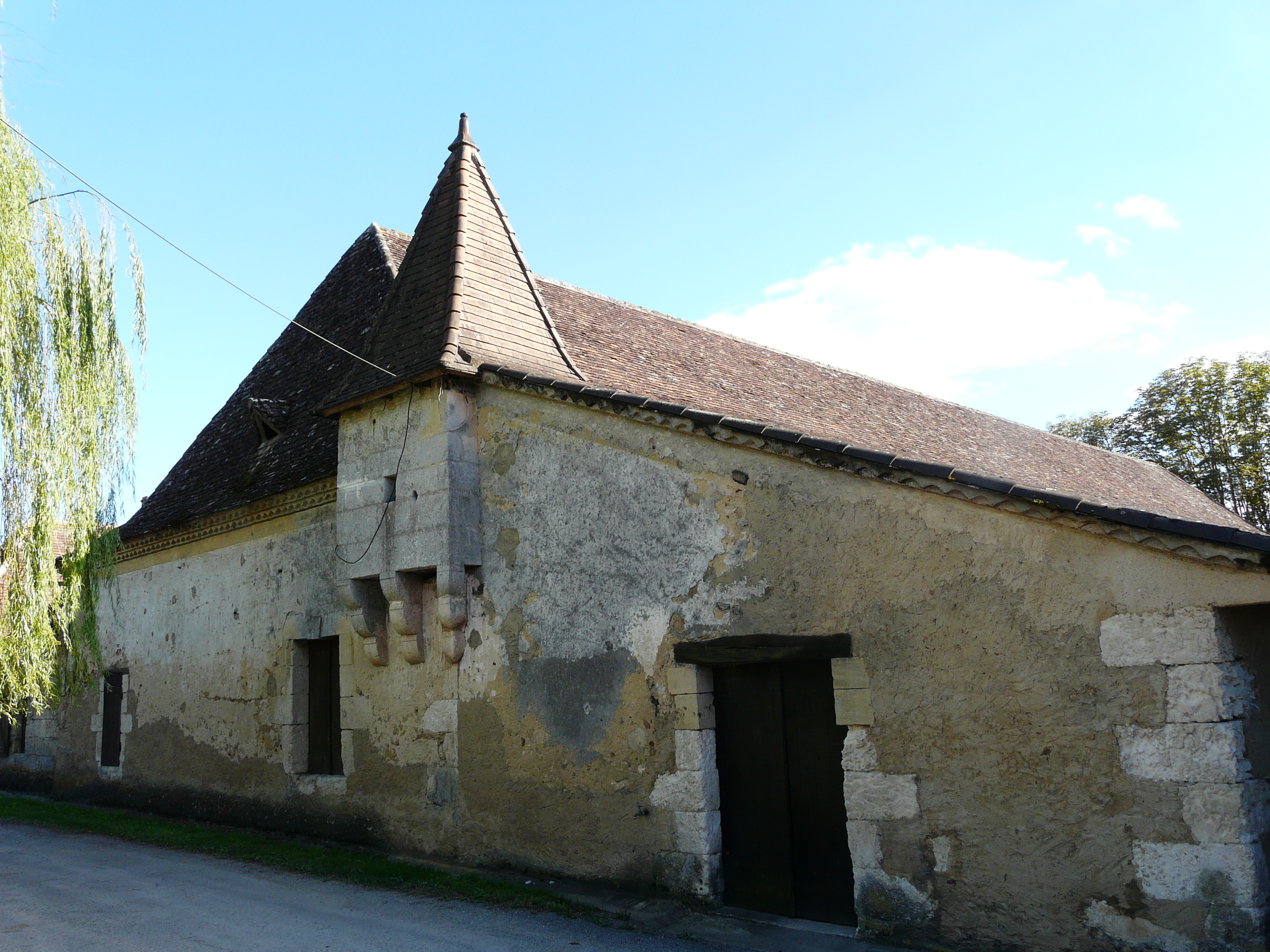
Altes Gebäude in der Domäne Tiregand
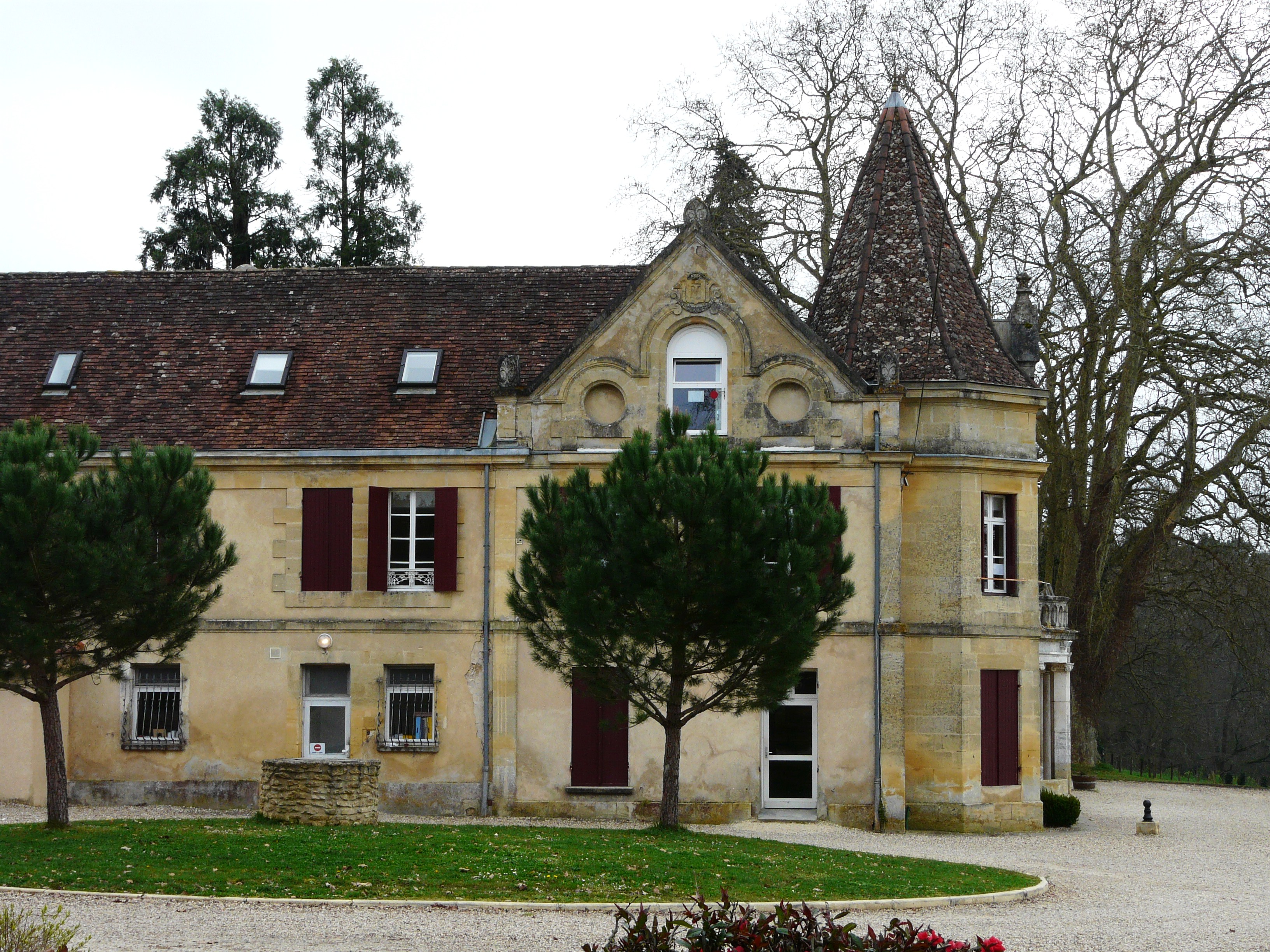
Schloss Le Roc.

## Gemeindepartnerschaft
Mit der kanadischen Gemeinde Saint-Alphonse-Rodriguez in Québec besteht eine Partnerschaft.